# Angola portugais
1575–1975
Entités précédentes :
- Royaume du Kongo
- Royaume de Ndongo
- Royaume Lunda
- Royaume Ngoyo

Entités suivantes :
- République populaire d'Angola

L'Angola portugais ou simplement Angola est le nom générique donné à la colonie, province ultramarine, puis État portugais présent sur la côte puis sur la totalité de l'actuel Angola. 
Les colonies portugaises en Afrique de l'Ouest avaient surtout joué un rôle important pour la traite des esclaves. L'Angola était un grand pourvoyeur de "bois d’ébène", une figure de style utilisée pour désigner la cargaison d’esclaves transportée par des navires négriers dans le cadre du commerce triangulaire.
La présence portugaise y était essentiellement limitée aux villes de Luanda et de Benguela. Le Portugal mena une politique coloniale plus active au cours du XIXe siècle, étendant son influence vers le sud de près de 300 kilomètres avec la fondation de Moçâmedes en 1840.
L'esclavage fut maintenu jusqu'au XXe siècle, en dépit des protestations de certains pays. Le travail obligatoire était également monnaie courante. Les concessions donnaient aux propriétaires de plantations le droit de recourir à cette méthode de production.
La colonisation de l'Afrique occidentale portugaise s'étend de 1575 à 1975. Le pays était initialement connu sous le nom d'Afrique occidentale portugaise, avant d'être renommé province ultramarine de l'Angola en 1951 puis État de l'Angola en 1972.
Avant 1885, les Portugais étaient présents surtout sur la côte de la colonie, l'intérieur n'étant colonisé qu'après 1885. 

## Personnalités
- João Carqueijeiro